# آبگرمک سفلی (شوشتر)
آبگرمک سفلی (شوشتر)، روستایی از توابع بخش مرکزی شهرستان شوشتر در استان خوزستان ایران است.

## مردم
مردم این روستا با گویش لری بختیاری سخن می گویند.